# Laatste Bondgenootschap
Het Laatste Bondgenootschap (Engels: The Last Alliance) van mensen en elfen is een bondgenootschap in de werken van J.R.R. Tolkien over Midden-aarde. Dit Bondgenootschap wordt gevormd in 3430 van de Tweede Era als antwoord op de bedreiging van Sauron.

## Aanleiding
Na de val van Númenor is Sauron verlost van een deel van zijn vijanden, de Númenoreanen, die hem eerder hebben verslagen in zijn pogingen om Midden-aarde onder zijn controle te brengen. Nu resten alleen nog de elfen. Maar Elendil en zijn zonen overleven de ramp, die Númenor ten deelgevallen is en stichten de Númenoreaanse koninkrijken in ballingschap: Arnor, in Eriador, onder leiding van Elendil, en Gondor, onder gedeelde leiding van Isildur en Anárion. Gedeeltelijk uit angst dat deze koninkrijken net zo sterk worden als het oude Númenor, en gedeeltelijk uit woede en haat jegens Elendil valt Sauron deze koninkrijken aan. Als antwoord op de agressie van Sauron vormen Elendil en Gil-galad, de Hoge Koning van de Noldor in ballingschap en van alle elfen in Midden-aarde, het Laatste Bondgenootschap.

## Oorlog van het Laatste Bondgenootschap
In 3429 van de Tweede Era begint Sauron de oorlog met een verrassingsaanval op Minas Ithil. De stad valt, maar Isildur en zijn familie kunnen net op tijd ontvluchten. Hij waarschuwt zijn broer Anárion, die hij ook vraagt om de verdediging van hun rijk te leiden. Terwijl Anárion Saurons stijdmacht tegenhoudt bij Osgiliath, reist Isildur naar zijn vader Elendil. Dan smeedt Elendil met Gil-galad het Bondgenootschap, en zij verzamelen hun strijdkrachten in Arnor. Vandaar marcheren ze naar Mordor.

## Andere Bondgenoten
De legers van de Boselfen onder koning Oropher uit het Grote Groenewoud en koning Amdír uit Lothlórien en de Langbaarden van Khazad-dûm voegden zich ook bij de legers van Elendil en Gil-galad toen deze de Hithaeglir waren overgestoken.

## Slag van Dagorlad
In Tweede Era 3434 vond de slag plaats tussen het Laatste Bondgenootschap en het leger van Sauron op Dagorlad. De Slag van Dagorlad werd gewonnen door het Bondgenootschap. In deze slag sneuvelden Oropher, de koning van de Boselfen van het Grote Groenewoud, vader van Thranduil en grootvader van Legolas alsook Amdír, de koning van de Boselfen van Lothlórien, vader van Amroth. Zij werden tijdens de slag teruggedrongen naar de moerassen vlak bij de Dagorlad. Daardoor ontstonden de Dode Moerassen.

## Belegering van de Morannon
Ze belegerden de zwarte poort Morannon en doorbraken die al snel. Ze kwamen het zwarte land Mordor binnen.

## Belegering van Barad-dûr
Het Laatste Bondgenootschap trok door naar de Barad-dûr, de vesting van Sauron. Daar belegerde het Laatste Bondgenootschap de vesting voor 7 jaren. In 3440 viel Anárion, maar uiteindelijk werd de nood zo hoog dat Sauron zelf naar buiten kwam. Sauron raakte in gevecht met Gil-galad, bijgestaan door Elrond, en Elendil, bijgestaan door zijn zoon Isildur. Gil-galad en Elendil, maar ook Sauron sneuvelden in dit gevecht. Narsil, het zwaard van Elendil, brak onder hem in tweeën zodra hij viel. Met het gevest sneed Isildur de Ene Ring van Saurons hand af. Isildur nam de Ene Ring in bezit als smartengeld voor zijn vader en broer.

## Gevolgen
Het Laatste Bondgenootschap wordt na de val van Sauron ontbonden. De elfen waren verbitterd dat de Ene Ring niet werd vernietigd. Zij hadden vele verliezen geleden en hun koningen (Amdír, Oropher, Gil-galad) stierven in de veldslagen en belegering van de Barad-dûr. Doordat de Ene Ring niet werd vernietigd, kreeg Sauron de kans om in de Derde Era terug te keren.
Bij de ramp op de Irisvelden werden Isildur en zijn drie oudste zonen gedood. De Ring raakte verloren doordat hij in de Irisvelden of Anduin viel. De twee koninkrijken Arnor en Gondor lagen ver uit elkaar en werden in de loop van de Derde Era beide vaak aangevallen, totdat Arnor verdeeld raakte en vervolgens vernietigd werd door de Tovenaar-koning van Angmar. Ook Gondor kende weinig rust en verloor zijn macht langzamerhand.